# Серия В банкнот Ирландии
Серия Банкнот В (ирл. Nótaí bainc sraith B) заменила серию Серию Банкнот А. Банкноты были выпущены в период с 1976 года по 1982 года Центральным банком Ирландии, эта серия была заменена в 1993 году Серией банкнот С.

## Банкноты
Центральный банк объявил о введении новых банкнот в декабре 1971.Банкноты были следующих номиналов: £1, £5, £10, £20, £50 и £100. Дизайн банкнот критиковался общественностью. Банкнота £ 100 не была выпущена.
Темой, выбранной для этой серии банкнот, стала история Ирландии, и каждая банкнота имела портрет исторического деятеля. В качестве водяного знака был портрет жены художника Джона Лавери. Каждая банкнота имела подпись председателя Центрального банка Ирландии и секретаря департамента финансов.

### Один фунт

Банкнота £1

Зеленая банкнота в один фунт имела портрет Медб, легендарной королевы Коннахта в ирландской мифологии. На банкноте присутствовал дохристианский геометрический дизайн на основе найденных рисунков, также присутствует отрывок из Уладского цикла.
На реверсе — отрывок из книги Бурой Коровы, старейшей ирландской рукописи, с красными фрагментами в дополнение к доминирующему зелёному цвету.
Размер банкноты 78,0 X 148,0 мм.
Банкнота в один фунт была изъята из обращения в июне 1990 года, её заменили монетой один фунт, она стала первой банкнотой серии В, изъятой из обращения.

### Пять фунтов

Банкнота £5

Оранжевая банкнота в пять фунтов имела портрет Иоанна Скота Эриугена, философа и богослова, жившего в девятом веке. Также на банкноте имелся рисунок, взятый из книги из Дарроу. Дизайн оборотной стороны содержал текст и портреты животных взятых из Келлской книги, Евангелия восьмого века.
Размер банкноты 82,0 X 156,0 мм. В дополнение к доминирующему оранжевому цвету использованы красный и коричневый цвета.

### Десять фунтов

Банкнота £10

Фиолетовая банкнота в десять фунтов имела портрет Джонатана Свифта, поэта и сатирика. Фон банкноты содержит воспроизведение герба Дублина, принятого резолюцией городского совета, и письмо Свифта за апрель 1735.
Оборотная сторона содержит часть карты Дублина, которую опубликовал Джон Рок в 1756 году. Изображения Абби-стрит и набережной Астон, а также реки Лиффи.
Размер банкноты 86,0 X 164,0 мм.

### Двадцать фунтов

Банкнота £20

Синяя банкнота в двадцать фунтов имела портрет Уильяма Батлера Йейтса, поэта и мистика, вместе с героем из ирландской мифологии Кухулином; дизайн банкноты взят по мотивам из ирландского театра, на заднем плане изображены Дейрдре и рукопись Йейтса.
Оборотная сторона имеет изображение островов Бласкет, что в графстве Керри.
Размер банкноты 90,0 X 172,0 мм.

### Пятьдесят фунтов

Банкнота £50

Красная банкнота в пятьдесят фунтов имела портрет Торлы О’Каролан, слепого Ирландского музыканта и композитора.
Оборотная сторона имела изображение органа из церкви en:St. Michan's Church, что в Дублине.
Размер банкноты 94,0 X 180,0 мм.

### Сто фунтов
В серии В банкнота такого номинала не была выпущена, в обращении была соответствующая банкнота серии А.